# Ariane 3

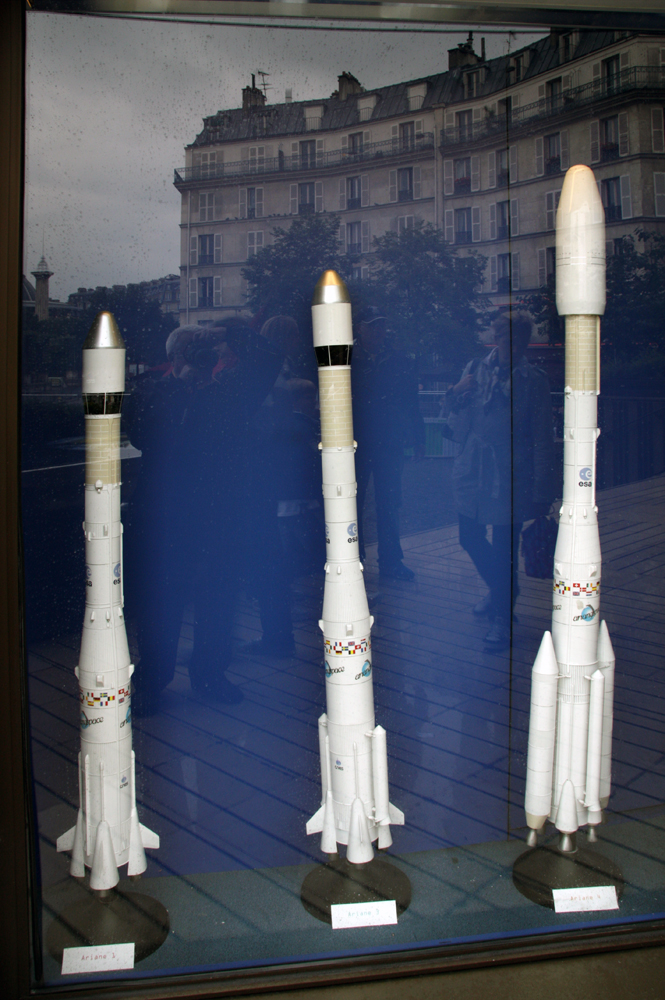
Maquettes d'Ariane 1, 3, 4.

Ariane 3 est un ancien lanceur de la famille des lanceurs européens Ariane, ayant volé de 1984 à 1989 pour l'envoi de satellites de communications en orbite géostationnaire (GEO). Ce lanceur avait la particularité d'être la première fusée du programme Ariane à posséder des Propulseurs d'Appoint à Poudre (PAP), et avait pour but de valider les technologies nécessaires à la réalisation d'Ariane 4.

## Structure
Ariane 3 était similaire à Ariane 2, une Ariane 1 avec un troisième étage allongé. Par rapport à Ariane 2, elle était équipée de deux propulseurs supplémentaires à poudre, ce qui portait sa masse à 237 tonnes.
Sa capacité d'emport en GTO était de 2 700 kg, soit 525 kg de plus qu'Ariane 2 et 850 kg de plus qu'Ariane 1.

## Historique
Son premier vol eut lieu, avec succès, le 4 août 1984, avec le satellite Telecom 1A. Fait particulier, Ariane 3 a volé avant Ariane 2 (1er vol le 31 mai 1986).
Ariane 3 effectuera en tout onze vols. Seul le cinquième, le 12 septembre 1985, sera un échec.
Le nombre réduit de vols des Ariane 2 et 3 s'explique par l'arrivée d'Ariane 4, qui était plus puissante et plus modulaire (six versions différentes).
Le dernier vol eut lieu le 12 juillet 1989 avec le satellite Olympus-1. Ariane 3 aura effectué dix vols en utilisant le SYLDA (SYstème de Lancement Double Ariane) et un vol ne lançant qu'un satellite.

## Liste des vols
Sur ses onze vols, Ariane 3 ne décollera qu'une seule fois de l'ELA-2, les dix autres lancements ayant été effectués depuis l'ELA-1.
| Succès | Succès | Succès | Vol n°   | Date de vol (UTC) | Base de lancement  | Opérateur   | Charge(s) utile(s)        | Orbite | Notes                                                     |
| ------ | ------ | ------ | -------- | ----------------- | ------------------ | ----------- | ------------------------- | ------ | --------------------------------------------------------- |
|        | ✓      |        | 1 (V10)  | 04/08/1984        | ELA-1 - Kourou CSG | Arianespace | ECS 2 / Télécom 1A        | GTO    | Premier vol d'Ariane 3                                    |
|        | ✓      |        | 2 (V11)  | 10/11/1984        | ELA-1 - Kourou CSG | Arianespace | Spacenet 2 / MARECS 2     | GTO    |                                                           |
|        | ✓      |        | 3 (V12)  | 08/02/1985        | ELA-1 - Kourou CSG | Arianespace | Arabsat 1A / Brasilsat A1 | GTO    |                                                           |
|        | ✓      |        | 4 (V13)  | 08/05/1985        | ELA-1 - Kourou CSG | Arianespace | GStar 1 / Télécom 1B      | GTO    |                                                           |
|        | ✕      |        | 5 (V15)  | 12/09/1985        | ELA-1 - Kourou CSG | Arianespace | Spacenet 3 / ECS 3        | GTO    | Échec : Défaillance du moteur HM-7                        |
|        | ✓      |        | 6 (V17)  | 28/03/1986        | ELA-2 - Kourou CSG | Arianespace | GStar 2 / Brasilsat A2    | GTO    |                                                           |
|        | ✓      |        | 7 (V19)  | 16/09/1987        | ELA-1 - Kourou CSG | Arianespace | Aussat A3 / ECS 4         | GTO    |                                                           |
|        | ✓      |        | 8 (V21)  | 11/03/1988        | ELA-1 - Kourou CSG | Arianespace | Spacenet 3R / Télécom 1C  | GTO    |                                                           |
|        | ✓      |        | 9 (V24)  | 21/07/1988        | ELA-1 - Kourou CSG | Arianespace | Insat 1C / ECS 5          | GTO    |                                                           |
|        | ✓      |        | 10 (V25) | 08/09/1988        | ELA-1 - Kourou CSG | Arianespace | GStar 3 / SBS 5           | GTO    |                                                           |
|        | ✓      |        | 11 (V32) | 12/07/1989        | ELA-1 - Kourou CSG | Arianespace | Olympus F1                | GTO    | Dernier vol d'Ariane 3, seul vol avec charge utile unique |